# Derbi Magreb
El Derbi Magreb (en árabe: التنافس بين الجزائر وتونس في كرة القدم‎) es el partido que disputan las selecciones nacionales de Túnez y Argelia, las cuales suman siete títulos internacionales entre ambas.

## Historia
El primer partido entre ambas selecciones se dio el 15 de diciembre de 1963 y fue un partido amistoso que terminó 0-0, aunque hay antecedentes donde Túnez enfrentó a una selección armada con extranjeros durante los tiempos de Argelia francesa. Entre junio de 1957 y octubre de 1959 se enfrentaron en ocho ocasiones, todas victorias para Argelia.
Luego de la independencia de Argelia se enfrentaron en tres ocasiones en la Clasificación de CAF para la Copa Mundial de Fútbol durante el siglo XX. En el siglo XXI se enfrentaron por primera vez en un torneo oficial en la Copa Africana de Naciones 2013 con victoria para Túnez. La primera vez que ambas naciones se enfrentaron en una final internacional fue en la Copa Árabe de la FIFA 2021 donde Argelia logró la victoria.
Se han enfrentado en más de 40 ocasiones con un saldo parejo con una leve ventaja para Argelia, la cual no pierde ante Túnez desde la Copa Africana de Naciones 2017 en Gabón.

## Estadísticas

### General
| Torneo                                          | Partidos | Argelia | Empates | Túnez | Goles Argelia | Goles Túnez |
| ----------------------------------------------- | -------- | ------- | ------- | ----- | ------------- | ----------- |
| Copa Africana de Naciones                       | 2        | 0       | 0       | 2     | 1             | 3           |
| Copa Árabe                                      | 2        | 1       | 1       | 0     | 2             | 0           |
| Clasificación para la Copa Mundial de Fútbol    | 6        | 2       | 2       | 2     | 9             | 6           |
| Clasificación para la Copa Africana de Naciones | 6        | 1       | 2       | 3     | 4             | 7           |
| Clasificación a los Juegos Olímpicos            | 2        | 0       | 1       | 1     | 2             | 3           |
| Juegos Mediterráneos                            | 3        | 1       | 1       | 1     | 5             | 5           |
| Amistosos                                       | 24       | 11      | 7       | 6     | 24            | 18          |
| Total                                           | 45       | 16      | 14      | 15    | 47            | 42          |

### Títulos
| Argelia | Torneo                          | Túnez |
| ------- | ------------------------------- | ----- |
| 2       | Copa Africana de Naciones       | 1     |
| 0       | Campeonato Africano de Naciones | 1     |
| 1       | Copa Árabe                      | 1     |
| 1       | Copa de Naciones Afroasiáticas  | 0     |
| 4       | Total                           | 3     |